# Подземне куће
Зграде представљају велике потрошаче, са просечним учешћем од око 50% укупне потрошње енергије у свету. Због интензивне употребе фосилних горива, зграде се директно сматрају одговорним за стварање велики количине угљендиоксида у атмосфери. Са тим у вези, питање градитељства у условима одрживог развоја има изузетан значај.
Одрживо градитељство, тј. архитектура је покрет који тежи да створи енергетски ефикасне зграде, пријатељски наклоњене према окружењу, као и ефикасно руковођење природним ресурсима. На тај начин пројектују се и изводе „зелене зграде” које подразумевају висок приоритет здравља корисника, карактеристике очувања, окружења и ресурса. Мере „озелењавања” зграде подразумевају четири области: смањење потрошње енергије, минимизирање спољашњег загађења и нарушавања окружења, смањење енергије уткане у зграду и минимализовање унутрашњег загађења и нарушавања здравља. Врста куће која задовољава све наведене карактеристике је подземна кућа. Подземна кућа је стамбени објекат уграђен у падину или изграђен на неки други начин, али тако да делимично или потпуно буде под земљом. Примарна корист ових структура је природна изолација. Куће изграђене на овај начин заштићене су од променљиве спољашње температуре ваздуха.

## Историјат становања у подземним кућама
У народном градитељству увек су коришћени доступни материјали. У архитектонској пракси, земља се користи као топлотна маса за облагање спољашњих зидова, како би се смањили топлотни губици и како би се унутар објекта одржала стална температура. Подземни објекти, пре свега стамбени, постали су популарни, у данашње време, међу заговорницима пасивне соларне и одрживе архитектуре, али они постоје од најранијих времена док су људи још градили склоништа. Подземне куће, као и low cost подземне куће нису никаква новина. Човек је живео под земљом у многим етапама и на многим местима кроз историју. Обнављање тренда у савременој архитектури десио се крајем седамдесетих и почетком осамдесетих година двадесетог века, дакле са почецима приче о енергетској ефикасности и одрживом развоју.
У Кападокији у Турској људи су живели у подземним насељима и градовима хиљадама година. Стамбене зграде, од који се неке високе и осам спратова клесане су у меким стенама.
Преживеле структуре из прошлости, између осталих, могу се наћи у Шкотској, Француској, на Исланду и оне су пресвучене бусенима траве.
Другу врсту подземних стамбених објеката из прошлости чине структуре као што су Gila Cliff Dwellings у Новом Мексику, стамбени објекти у Кини. Подземни објекти из Туниса стекли су свеску славу 1977. године захваљујући сету у филму Звездани ратови Лука Скајвокера. Улаз у облику дугог тунела води до централно отвореног дворишта, а понекад повезује и 2 или 3 дворишта. Око сваког дворишта, неколико соба укопано је у земљу.
У аустралијском граду Кубер Пидиу, познатом као највеће налазиште опала на свету, трихиљаде људи живи у подземним кућама (пећинама), уклесаним у стенама, због превелике топлоте у летњим месецима. Ова традиција стара је преко сто година, од када су 1900. године, први рудари дошли у овај крај и настанили се у пећинама на обронцима брда.

## Типологија подземних кућа
У одређеној мери дизајн подземне куће одређен је условима локације. Врста земљишта, топографија, падавине, ниво подземних вода, својства носиви, стабилност косине све треба пажљиво размотрити. 
Постоји неколико различитих типологија подземних кућа и све се заснивају на начину укопавања објекта. Најшире заступљена подела је на: 
- Конструисане пећине – настају стварањем хоризонталних тунела у земљи. Иако је ово популаран поступак широм света, он може бити скуп и опасан.
- Ископати и покрити - је назив за каналне куће, али оне које су направљене од монтажних префабрикованих бетонских цеви и контејнера, са унапред утврђеним распоредом просторија, а затим закопане у земљу.
- Насип - кућа се најпре гради на равном терену или благо закошеном, а потом закопа, али тако да се оставе отвореним зид или кров због осветљавања простора.
- Елевација - Кућа је саграђена у страни брда тако да простор испред куће остане отворен.
- Атријум –називају се дворишне куће, код којих су просторије уграђене испод земље, али организоване око потопљеног врта или двориште који омогућава довод дневног светла унутар објекта.

## Предности подземних кућа
Подземни куће имају многе предности у односу на конвенционалне објекте за становање. За разлику од традиционалних кућа, могу се градити на стрмим површинама и могу да обезбеде много стамбеног простора на малој површини тако што ће се градити под земљом. Поред тога материјал ископан на почетку изградње може се даље користити у процесу градње.
Подземне куће су мањих површина, на тај начин утроши се мање грађевинског материјала и трошкови одржавања су мањи. Оне су, такође, отпорне на ветар, пожар и земљотрес и обезбеђују сигурност и безбедно окружење у екстремним временским условима.
Једна од највећих предности подземне куће је њена енергетска ефикасност. Потповршинска температура земље остаје стабилна, тако да подземне станови имају користи од земљане масе и гео-термалне топлоте. Уштеда у трошковима енергије је око 80%. Ако се систем комбинује са соларним системом, енергије добијена овим путем може свести употребу додатног вида енергије за потребе загревања и хлађења на минимум, односно на нулу и да притом обезбеди топлу воду током целе године. Додатна корист од земље је звучну изолацију. Подземни домови су изузетно тиха места за живот.
Коначно, подземне куће стапају се са природним пејзажом и имају најмање утицаја на локалну екологију и то не само са естетског аспекта, већ и са аспекта заштите природних станишта животиња.

## Негативна својства подземних кућа
Непроветреност подземног стамбеног простора, као и влага, само су неке од лоших страна овог начина градње. Чињеница да је кућа укопана и да је тиме умањено или потпуно онемогућено дејство ветра налаже проналажење нових начина вентилирања. Вентилирање се најчешће врши системом цеви, једнима се ваздух увлачи у објекат, а другима искоришћен ваздух избацује ван.
Посебну пажњу при изградњи треба посветити заштити објекта од воде са системом дренаже како зидова, тако и крова.
Број отвора на подземним објектима је врло ограничен. Своде се на једну или две осветљене фасадне равни и евентуално увођење зениталног осветљења у објекат.
У изградњи подземних кућа не могу учествовати све врсте материјала. Најчешће се примењује бетон, као најпостојанији материјал на влагу. Како земља може бити врло тешка, конструктивни елементи могу бити предимензионирани чиме се поскупљује градња.

## Савремени приступ у пројектовању подземних кућа
Пасивни соларни дизајн кључан је за зелено становање и смањење потрошње фосилних горива и до 80%.
Самогрејна еколошка кућа или соларна земуница је иновативни принцип дизајна пасивне соларне градње који представљају стамбене објекте високе енергетске ефикасности који се греју помоћу сунчеве енергије. Дизајниране су тако да уместо крова имају земљани омотач око конструкције куће са инсталираним рефлектујућим површинама око прозорских оквира као иновативном соларном технологијом за појачавање топлоте и светла које уђе у кућу. Идејни творац овог концепта градње и аутор патента самогрејне еколошке куће - соларне земунице је академик Вељко Миљковић, истраживач и проналазач из Новог Сада.
Други начин коришћења соларне енергије за потребе подземне куће је помоћу соларних панела који се уграђују на крови и-или фасади куће.
Поред смањене потребе за електричном енергијом и природним гасом, подземни домови су савршени за коришћење система геотермалне топлотне пумпе. Геотермални системи се ослањају на коришћење загрејане паре и / или воде под земљом. Када су цеви већ инсталиране под земљом "зелена" топла вода и грејање су релативно једноставан подухват.
Градња подземне куће није скупа. Трошкови изградње су упоредиви са већином трошкова градње конвенционалних домова, а уштеде у утршеној енергије даје им предност при експлоатацији.

## Примери подземних кућа у савременој архитектури

### Fallingwater cottages, Америка
Подземне викендице ускоро ће се наћи у близини Фолингвотр куће, чувеног ремек-дело Френк Лојд Рајта. Дизајнирала их је Паткау Арцјитецтс из Ванкувера. Викендице ће ће се налазити у брдима на површини од 5.000 хектара у резервату природе која окружује Фолингвотр. Пројекат подземне викендице одрживог дизајна недавно је изабран путем архитектонског конкурса расписаног од стране Друштва за очување западне Пенсилваније, које управља Фолингвотером и одржава многе образовне програме који су део историјске куће.
Управо због едукационих програма требало је обезбедити смештај учесницима у близини Фолингвотера. Пропозиције архитектонског конкурса захтевале су да се објекти уклапају у пејзаж и да буду у складу са природом. За победничко решење, жири је изјавио да “снага викендице није само у ономе што је укључено, већ и у ономе што је изостављено“.
Подземне викендице користиће природно својство земље за грејање и хлађење, а рециклирана вода из домаћинства употребљаваће се у тоалетима. За њену израду биће коришћени еколошки материјали и соларни пасивни дизајн. Свака викендица садржи кухињу, дневну собу и трпезарија, спаваћу собу и купатило, а предрачун трошкова изградње указује да ће цена по јединици за 60м2 простора износити око 150.000$.

### Камбријска подземна кућа, Еден долина, Велс
Камбрија еко-кућа је прва модерна подземна кућа у Велсу. Површине је 157м2 у две етаже, представља пример елевационе куће. Пројектовао ју је архитекта Џон Боџер. Изграђена је у старом, напуштеном каменолому на источној страни Камбрије. Поред куће, на парцели се налази мала фарма животиња и ветеринарски радни простор. Како је изграђена у простору који је остао након извлачења камена из каменолома, она је готово невидљива гледано страга и с бока куће. Фронт куће се састоји од двоспратне стаклене фасаде и узане траке фотонапонских плоча.
Канцеларија је такође укопана у земљу, а фронтални зид и зид ка путу саграђени су од камена. Кровови оба објекта пресвучени су травом. Објекат је дакле, делом под земљом, делом заклоњен земљом што значи да кућа има много стабилније окружење него да је изнад земље јер је температура константна, такође нема удара ветра, нити прегревања од сунца.
Комбиновани систем склоништа под земље са високим нивоом изолације значи да кући није потребна грејање, а сва потребна топлотна енергија добија се од сунца.

### Гари Невилова подземна еко кућа, Болтон, Велика Британија
Фудбалер Манчестер Јунајтеда, Gary Neville одлучио је да сагради подземну, нулти угљеник еко кућу, на висоравни близу града Болтон. Кућа површине 734м2 у основи има облик цвета. Пројектовали су је архитекти Make architects студија. Дизајнирана је тако да буде функционална и уклопива у окружење као и да сведе потрошњу енергије на минимум. Предвиђено је да топлотна пумпа претвара енергију земље у топлотну енергију, а да фотонапонски панели и турбина на ветар генеришу обновљиву енергију. Позиција и оријентација куће је пажљиво промишљена. При изградњи ће бити коришћени локални грађевински материјали и традиционалне методе зидања. Просторије у кући распоређене су у латицама око централно постављене кухиње.

### Малатор, Велс
Малатор кућу пројектовале су младе архитекте -а и на тај начин увели органску архитектуру у деведесее године прошлог века. Кућа површине 150м2, саграђена је 1996. године и представља класичан пример пенетрационе подземне куће. Циљ пројектаната био је да се смањи визуелни утицај објекта на околину и то на начин да кућа постане природни део пејзажа. Меки, органски облик зграде је дизајниран да се утопи у траву и неравнине пејзажа, кров и стране куће озелењени су локалном вегетацијом. План куће је једноставан, отворен и неформалан тако да одражава начин живота клијената.

### Алони кућа, Грчка
Малатор кућу пројектовале су младе архитекте -а и на тај начин увели органску архитектуру у деведесее године прошлог века. Кућа површине 150м2, саграђена је 1996. године и представља класичан пример пенетрационе подземне куће. Циљ пројектаната био је да се смањи визуелни утицај објекта на околину и то на начин да кућа постане природни део пејзажа. Меки, органски облик зграде је дизајниран да се утопи у траву и неравнине пејзажа, кров и стране куће озелењени су локалном вегетацијом.
План куће је једноставан, отворен и неформалан тако да одражава начин живота клијената.